# 发昌机器厂
发昌机器厂是廣東中山人方举赞與孙英德于1866年在上海东大名路、旅顺路附近創辦的機器廠。发昌机器厂為前店後廠模式，店面為发昌五金商店，发昌机器厂位於五金商店之後。
1866年至1872年间，发昌机器厂僅有一座打铁炉和四、五名工人。當時发昌机器厂的業務为向虹口老船坞提供和維修轮船零件。1877年，該廠製造出中国第一台脚踏车床。截至1890年，發昌機器廠已有车床10多台、牛头刨车2台、钻床3台、龙门刨车1台。工人達到200人左右。當時发昌机器厂已能製造出火轮船机器、汽锤、铜铁器皿等。不過由於发昌机器厂銷售能力不佳，且價格相對於外資企業毫無競爭優勢，1897年，发昌机器厂停產。1900年，耶松船厂收購发昌机器厂。1906年，发昌五金商店正式關閉。